# Heahmund
Heahmund foi um Bispo de Sherborne da era medieval do Reino de Wessex, do sul da Inglaterra.
Heahmund foi consagrado para Bispo de sua diocese entre 867 e 868. Ele morreu em março de 871 durante a Batalha de Marton, travada contra invasores vikings. Ele é venerado como um santo pela Igreja Ortodoxa e pela Igreja Católica.

## Ficção
Na série de televisão Vikings, o personagem "Bispo Heahmund", interpretado pelo ator irlandês Jonathan Rhys Meyers, é inspirado no personagem histórico Heahmund.